# Pieter Spierinckx

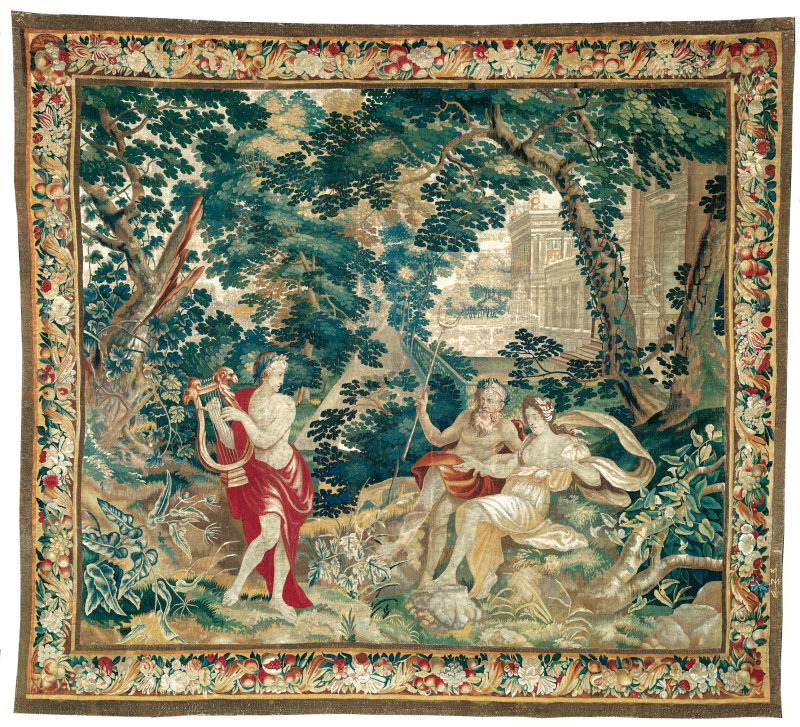
Wandtapijt van Pieter Spierinckx

Pieter Spierinckx (30 augustus 1635, Antwerpen – 30 augustus 1711, Antwerpen of Engeland) was een Vlaams schilder en ontwerper van wandtapijten. Hij werd in 1655 lid van de Antwerpse Sint-Lukasgilde. Hij werkte in Antwerpen tussen 1655 en 1660. Hij verbleef later in Italië, Lyon en Parijs. In Parijs werkte hij voor Lodewijk XIV van Frankrijk (landschapsschilderijen). Hij kwam terug naar Antwerpen in 1666. Spierinckx was getrouwd met Jenne Marie de Jode. 
Schilderijen van Spierinkcx hangen onder andere in het Museo Nacional del Prado in Madrid. Een van zijn wandtapijten hangt in het Egmontkasteel in Zottegem.